# (4008) Corbin
(4008) Corbin – planetoida z grupy pasa głównego asteroid okrążająca Słońce w ciągu 3,63 lat w średniej odległości 2,36 j.a. Odkryta 22 stycznia 1977 roku w Stacji Carlosa U. Cesco należącej do Obserwatorium Féliksa Aguilara. Planetoida została nazwana na cześć małżeństwa Corbinów, pracowników United States Naval Observatory – Thomas E. Corbin jest astronomem i dyrektorem jednego z oddziałów, zaś jego żona Brenda Groves Corbin jest bibliotekarką.